# Stylissa
Stylissa is een geslacht van sponsdieren uit de klasse van de Demospongiae (gewone sponzen).

## Soorten
- Stylissa acanthelloides (Lévi, 1961)
- Stylissa caribica Lehnert & van Soest, 1998
- Stylissa carteri (Dendy, 1889)
- Stylissa constricta Pulitzer-Finali, 1982
- Stylissa conulosa (Dendy, 1922)
- Stylissa flabelliformis (Hentschel, 1912)
- Stylissa flexibilis (Lévi, 1961)
- Stylissa haurakii (Brøndsted, 1924)
- Stylissa inflexa Pulitzer-Finali, 1982
- Stylissa letra (Dickinson, 1945)
- Stylissa massa (Carter, 1887)
- Stylissa vernonensis (Hooper, Cook, Hobbs & Kennedy, 1997)